# Russia in World History
Russia in World History (с англ. — «Россия в мировой истории») — монография заслуженного профессора истории Колорадского университета в Боулдере Б. А. Энгель (Ph.D.) и почётного профессора истории в Университете Майами Д. Мартин (Ph.D.) по тысячелетней истории России, изданная в 2015 году издательством Оксфордского университета.

## Книга
Монография является частью серии «Новая Оксфордская всемирная история» (англ. The New Oxford World History), призванной обеспечить всесторонний охват всех стран и регионов мира с не евроцентрической точки зрения. Представляет собой сжатый и носящий комплексный характер исторический обзор тысячелетней истории России от славян до нынешнего времени.
Книга была издана в Оксфорде (Великобритания), Нью-Йорке (США), Окленде (Новая Зеландия), Кейптауне (ЮАР), Дар-эс-Саламе (Танзания), Гонконге (САР Китая), Карачи (Пакистан), Куала-Лумпуре (Малайзия), Мадриде (Испания), Мельбурне (Австралия), Мехико (Мексика), Найроби (Кения), Нью-Дели (Индия), Шанхае (Китай), Тайбэе (Тайвань) и Торонто (Канада).

## Общий характер содержания
Во введении книги Б. А. Энгель и Д. Л. Мартин указывают на географические и климатические особенности России. Изначально среди важных факторов, препятствовавших быстрому развитию России, авторы считают огромные расстояния, скудные почвы нечернозёмных районов и отсутствие прямого выхода к морю. Отсутствие естественных преград способствовало вторжению врагов и облегчало им путь. В комплексе эти и многие другие проблемы создали необходимость укрепления центральной власти, без которой, по мнению авторов, вряд ли можно было сохранить огромное государство. Укрепившись, Россия сама стала переходить в наступление, не сдерживаемая природными препятствиями.
Энгель и Мартин берут во внимание многонациональный состав населения Российской империи и СССР, представителей разных национальностей которого иностранцы называли русскими в независимости от их этнической принадлежности. Также авторы отмечают особую роль русской культуры, являющейся важным аспектом для понимания места России в мире.
В отношении СССР Энгель и Мартин отмечают, что он стал индустриальной державой. Кроме этого авторы высоко оценили подвиг советского народа в Великой Отечественной войне, отмечая, что он сражался «с невероятной решимостью, несмотря на не поддающиеся описанию условия». В то же время Энгель и Мартин отмечают, что если бо́льшая часть населения непосредственно боролась за страну, то её руководство кроме этого и за сохранение господствовавшей политической системы.
Не проявляя симпатий к коммунистическому режиму, Энгель и Мартин между тем не возлагают на него ответственность за развязывание холодной войны, напоминая, что вопрос о её инициаторах остаётся не разрешённым.
Проведённые в 1990-х годах «под руководством иностранных советников» реформы у авторов вызвали резкое осуждение. «Социалистическая» собственность была распродана за бесценок «„бизнесменам“ с хорошими связями». Приватизация в постсоветской России, по их мнению, стала «величайшей в мировой истории бесплатной раздачей», в результате которой обогатился узкий круг лиц, находящихся близко к власти, в то время как большинство обычных граждан оказалось за чертой бедности.
Обзор истории России в монографии заканчивается правлением В. В. Путина, отказавшегося следовать западной модели в российской политике. В заключении Энгель и Мартин констатируют, что «несмотря на трудности, Россия, раскинувшаяся на евразийском субконтиненте, по-видимому, остаётся грозной державой (formidable power) независимо от того, переживёт ли Путина созданная им система».

## Содержание
1. Образование Руси: славяне, викинги и Византия (англ. The Formation of Russia: Slavs, Vikings, and Byzantium)
2. Образование и расширение Московской державы (1240—1462) (англ. The Formation and Development of Muscovy (1240—1462))
3. Московская держава: поздние Рюриковичи и первые Романовы (1462—1689) (англ. Muscovy: The Late Ryurikids and Early Romanovs (1462—1689))
4. Петровская революция (1689—1725) (англ. The Petrine Revolution (1689—1725))
5. Триумф империи (1725—1855) (англ. The Triumph of Empire (1725—1855))
6. Реформы и революция (1855—1905) (англ. Reform and Revolution (1855—1905))
7. Войны и революции (1905—1945) (англ. Wars and Revolutions (1905—1945))
8. Холодная война и крушение коммунистической системы (с 1945 до наших дней) (англ. Cold War and the Collapse of Communism (1945 to the Present))